# Hernán Díaz (fotograf)
Hernán Díaz (5. ledna 1929 nebo 1931 Ibagué, Kolumbie – 30. listopadu 2009 Bogota) byl kolumbijský fotograf, uznávaný jako jeden z nejreprezentativnějších fotografů 20. století v zemi.

## Životopis
V roce 1954 zahájil svá studia na The Photographers School ve Westportu (Connecticut). Během 60. let jeho ilustrované knihy a fotografie vycházely v prestižních časopisech v Latinské Americe a Spojených státech: pracoval pro Life a Time, a také pro noviny The Christian Science Monitor. V Kolumbii se jeho práce šířila prostřednictvím časopisů Cromos (kde měl týdenní rubriku nazvanou Encuentros con Hernán Díaz – Setkání s Hernánem Díazem), Credencial a Semana.
Jeho práce jako fotografa získala zvláštní impuls díky umělecké kritičce Martě Traba, kolumbijsko-argentinské původu, která na konci 50. let podpořila jeho práci spolu s dalšími moderními umělci, jako byli Fernando Botero, Alejandro Obregón, Enrique Grau, Guillermo Wiedemann, Eduardo Ramírez Villamizar a Édgar Negret.
V roce 1963 publikoval ve spolupráci s Martou Traba svou knihu s názvem Seis artistas contemporáneos colombianos. Poté vydal další knihy: Cartagena morena (1972); Diario de una devastación (1979); Las fronteras azules de Colombia (1982); Casa de huéspedes ilustres de Colombia (1985); Cartagena de siempre (1992) a Retratos (1993).
Zemřel na následky plicního onemocnění ve věku 78 let v Bogotě dne 30. listopadu 2009.

## Muzea
Některé fotografické tisky jeho děl jsou uchovány v institucích, jako je Museum of Art of the National University of Colombia, Museum of Modern Art of Bogotá a Národní muzeum Kolumbie.